# Хоу Юйчжо
Хоу Юйчжо́ (кит. упр. 侯玉琢, пиньинь Hóu Yùzhuó, род.14 ноября 1987) — китайская тхэквондистка, призёр Олимпийских игр.
Хоу Юйчжо родилась в 1987 году в Чжанцзякоу провинции Хэбэй.
После победы в 2009 году на 11-й Спартакиаде народов КНР Хоу Юйчжо вошла в национальную сборную, и в этом же году стала чемпионкой мира. В 2010 году она завоевала серебряные медали Азиатских игр и чемпионата Азии, в 20